# Danguolė Martinkienė

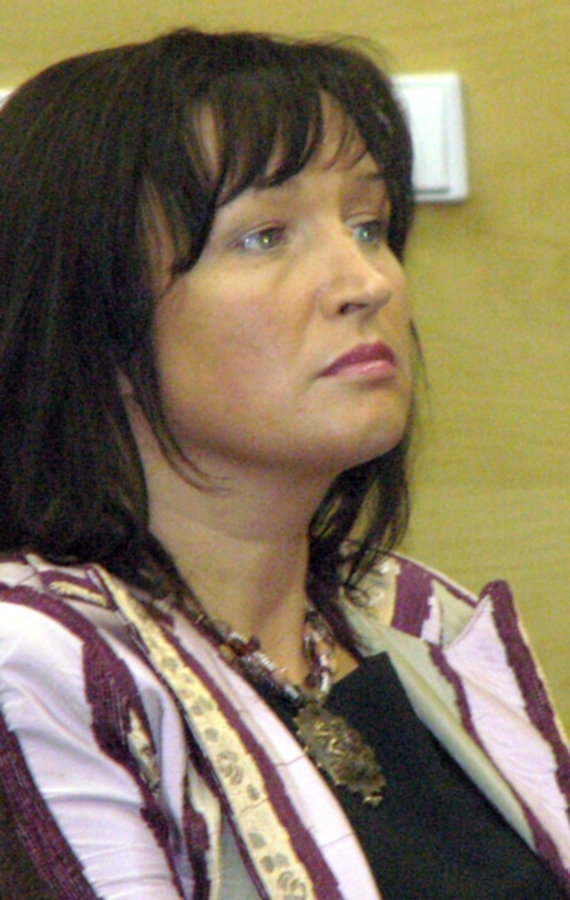
Danguolė Martinkienė

Danguolė Martinkienė (* 10. Oktober 1965 in Ringuvėnai, Rajongemeinde Šiauliai) ist eine litauische Politikerin, ehemalige Vizebürgermeisterin von Šiauliai.

## Leben
Nach dem Abitur an der Mittelschule Kuršėnai absolvierte Danguolė Martinkienė 1984 das Technikum in Gruzdžiai und 1989 ein Studium an der Lietuvos veterinarijos akademija in Kaunas und wurde Zooingenieurin. Sie arbeitete als stellvertretende Direktorin im Unternehmen UAB „Senoji smuklė“ und von 2008 bis 2011 als Beraterin des Bürgermeisters von Šiauliai. Seit 2007 ist sie Mitglied im Rat der Stadtgemeinde Šiauliai. Vom April 2011 bis zum April 2015 war sie stellvertretende Bürgermeisterin von Šiauliai.
Martinkienė ist Mitglied von Darbo partija.
Martinkienė ist geschieden und hat Kinder Greta sowie Arminas.